# 西岡茂樹
西岡 茂樹（にしおか しげき、1955年2月10日 - ）は、日本の合唱指揮者、大学教授（情報学）。兵庫県三田市出身。関西合唱連盟理事。大阪府合唱連盟副理事長。日本合唱指揮者協会会員、同関西支部委員。合唱人集団「音楽樹」会員。
合唱指揮を田中信昭、須賀敬一に師事。現在は奈良産業大学情報学部でITビジネス論などを教える傍ら、合唱指揮者として活動している。

## 人物

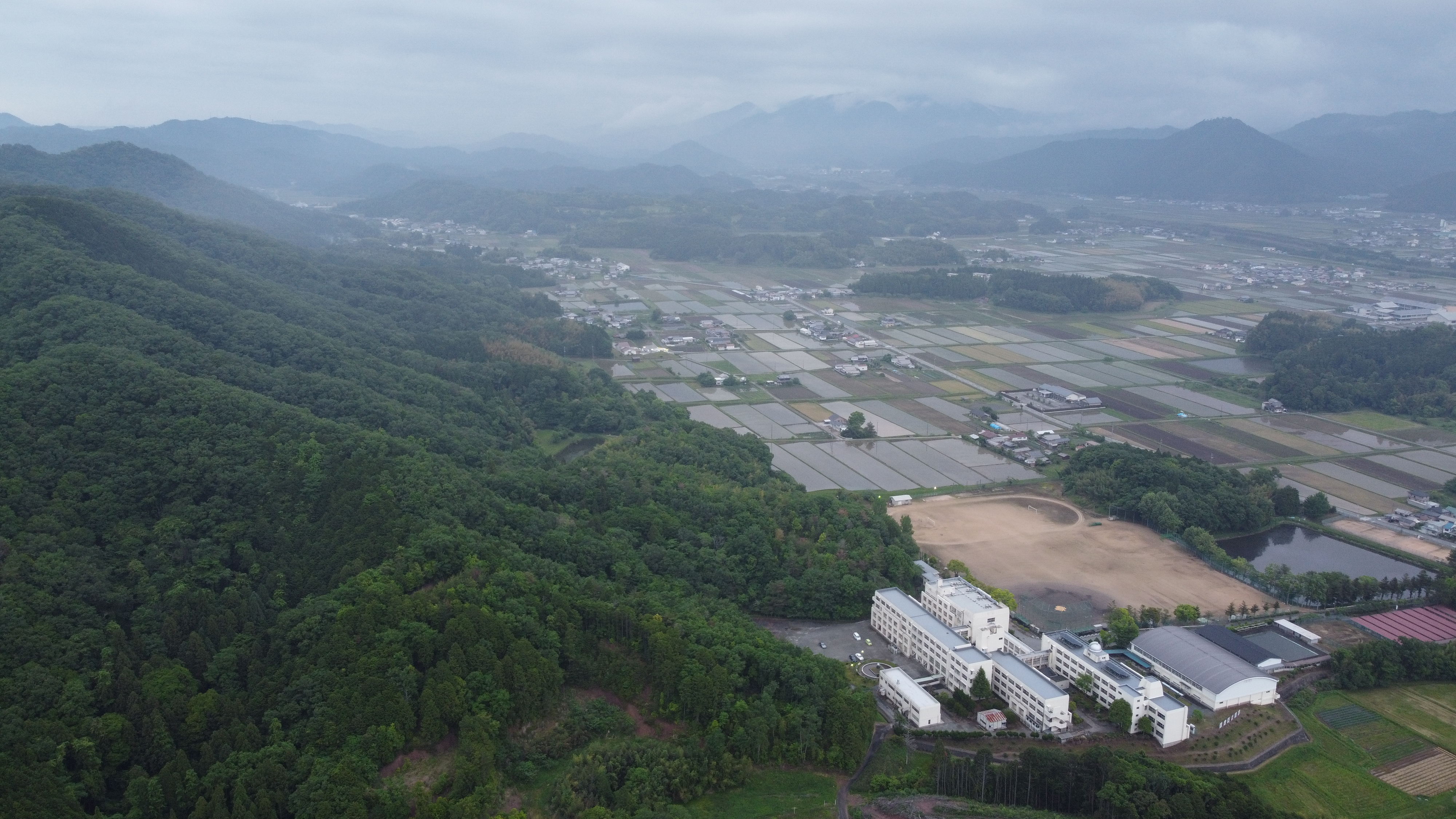
西岡の出身校兵庫県立篠山鳳鳴高等学校。同級に吹奏楽部に所属し、クラリネットを演奏していた畑儀文がいた。

兵庫県立篠山鳳鳴高等学校、大阪大学工学部通信工学科卒業。同大学院前期課程修了。
大学院修了後は東洋情報システムに入社し、15年間勤務。管理職に就任して本来の仕事が出来なくなっていったことを悩んでいたところを大学の恩師に誘われ、奈良産業大学の講師（経営学部）に就任。助教授を経て、2001年より教授に就任。大学の学部改組に伴い、現在は情報学部の教授。 

### 合唱指揮者として
高校在学中から合唱部において指揮者として活動。合唱部の隣の部屋で吹奏楽部の指揮をしていたのが同級生の畑儀文（テノール歌手）であり、今も西岡が出演する合唱団の演奏会に畑が出演するなど、交流がある。大学入学後は大阪大学混声合唱団に入団し、学生指揮者も務めた。学生時代に三善晃の音楽と出会い、以降の合唱活動に大きな影響を与えた。
1979年に豊中混声合唱団に入団し、1989年より常任指揮者、2002年より音楽監督に就任。また、2001年には豊中混声合唱団の姉妹団体という位置づけで豊中少年少女合唱団を創設。
「世界に誇ることができる日本固有の合唱芸術の創造」を指揮活動の最大の関心と位置づけており、主に日本の作曲家の作品を多く扱っている。作曲家への委嘱も多く行っており、三善晃、髙田三郎、一柳慧、寺嶋陸也、萩京子などの作品の委嘱初演を行った。
現在は前述の豊中混声に加え、関西大学グリークラブ、女声合唱団あい、女声合唱団Stellaなどでも指揮を務めるほか、客演指揮者として様々な合唱団に招かれている。

## 著書
- 「パソコンによる情報処理入門 ～ビジネス実践の場に向けて～」（共立出版）